# Ульянов, Андрей Владимирович
Андрей Владимирович Ульянов (1900—1957) — советский геолог, доктор геолого-минералогических наук, профессор, лауреат Ленинской премии.
Родился 8 (21) мая 1900 г. в Санкт-Петербурге, отец — из мещан, мать — бывшая сельская жительница. В 1918 г. окончил Гатчинское реальное училище и поступил в Петроградский горный институт. Но в связи с войной к занятиям не приступил.
С октября 1918 г. на службе сначала в Санитарном отделе Гатчинского военного комиссариата, а затем в 157-м Головном эвакуационном пункте Красной Армии, где был в должности делопроизводителя по медицинской части.
С августа 1919 по май 1920 года воспитатель 1-го детского дома Васильеостровского отдела Народного образования. Один сезон отработал коллектором геологоразведочной партии Геологического Комитета, производившей поисковые работы на уголь в Кузбассе.
С октября 1920 по март 1925 г. студент Петроградского (Ленинградского) горного института.
С мая 1925 по май 1929 г. работал на промыслах в Бинагадинском районе сначала старшим коллектором, затем инженером при Геолого-Разведочном Бюро Азнефти и помощником районного геолога.
В мае 1929 г. перешёл на работу в нефтяную секцию Геологического комитета, в октябре того же года преобразованную в Нефтяной геологоразведочный институт (НГРИ, ЛОНГРИ, ВНИИ, ВНИГРИ). В 1942—1944 гг. — главный геолог Эмбенской экспедиции НГРИ (г. Гурьев), затем — начальник Краснодарской экспедиции НГРИ. С января по 18 ноября 1945 г. главный геолог и зам. директора ВНИИ.
С 1 января по 1 апреля 1946 года в Московском геологоразведочном тресте Главнефтеразведки. С 1946 г. работал в лаборатории региональной геологии Института нефти АН СССР, руководил Грузинской нефтяной экспедицией. 
С 1949 г. преподавал на Высших инженерных курсах (с 1950 г. — Академия нефтяной промышленности) Миннефтепрома СССР, профессор кафедры геологии.
В ноябре 1935 г. без защиты диссертации присвоена учёная степень кандидата геолого-минералогических наук, а в апреле 1941 г. после защиты диссертации учёная степень доктора наук. В июле 1945 г. утверждён в учёном звании профессора по специальности «Геология».
Лауреат Ленинской премии за открытие и разведку крупных газоконденсатных месторождений в Краснодарском крае (1961 г., посмертно). Награжден медалью «За доблестный труд в годы Великой Отечественной войны».
Сочинения:
- Геология нефтяных и газовых месторождений [Текст] : [Учебник для нефт. техникумов] / А. В. Ульянов, Г. А. Хельквист. — Москва : Гостоптехиздат, 1955. — 300 с., 1 л. табл. : ил., карт.; 23 см.
- Геологическая история Западной Грузии в третичное время [Текст] / Акад. наук СССР. Ин-т нефти. — Москва : Изд-во Акад. наук СССР, 1954. — 108 с.; 22 см.
- Общая и нефтяная геология [Текст] : [Учеб. пособие для техникумов] / И. Г. Пермяков, А. В. Ульянов, Г. А. Хельквист. — Москва ; Ленинград : Гостоптехиздат, 1951. — 276 с. : ил.; 23 см.
- Основы геологии нефти и газа [Текст] : [Учебник для нефт. техникумов] / И. Г. Пермяков, А. В. Ульянов, Г. А. Хельквист. — Москва : Гостоптехиздат, 1957. — 292 с. : ил.; 23 см.

Умер 25 июня 1957 года. Похоронен на 1-м участке Введенского кладбища.